# Дергвью
«Дергвью» (англ. Dergview FC)— североирландский футбольный клуб из города Каслдерг, располагающегося в графстве Тирон. Домашние матчи команда проводит на стадионе Дарран Парк. Клубные цвета чёрно-бело-красные. Дервью выступал во Втором дивизионе до сезона 2007/08, когда команда заняла первое место и вышла в Первый дивизион.

## Достижения
- Второй дивизион
  - Победитель: 2007/08
- Кубок Западной лиги
  - Обладатель: 2009/10